# Hasta los dientes (canción)
«Hasta los dientes» es una canción interpretada por la cantante cubanomexicana Camila Cabello y la  cantante argentina María Becerra. incluida en el tercer álbum de estudio de Cabello, Familia (2022). Fue escrita por ambas con apoyo de Edgar Barrera, Eric Frederic y Daniel Ismael Real, mientras que su producción, quedó a cargo de Ricky Reed. Según las intérpretes, su letra habla de un amor obsesivo que todo lo consume. Epic Records la lanzó a nivel mundial como el cuarto y último sencillo del álbum el 13 de mayo de 2022.

## Video musical
El videoclip fue estrenado a través de la cuenta de Vevo de Cabello el 13 de mayo de 2022 y viene adjunto con una "temática espacial". Fue dirigido por Charlotte Rutherford y en el vídeo se puede ver a Cabello y Becerra con atuendos coloridos y pelucas, filmando una interpretación de la canción en el set a bordo de una nave espacial. El dúo intercambia versos, profundizando en coreografías maravillosas con sus bailarines vestidos de discoteca espacial.

## Recepción
En términos generales, tuvo una buena recepción por parte del público y la crítica. Sebas E. Alonso de Jenesaispop describió el video como «una nueva fiesta de referencias pop» y comparó el mismo con «Rain on Me» de Lady Gaga y Ariana Grande. El periódico colombiano El espectador describió la canción como «un junte explosivo que une lo mejor de la música latina para crear un tema fresco y divertido de pop».

## Posicionamiento en listas
| País (Lista 2022)                  | Posición más alta |
| ---------------------------------- | ----------------- |
| Argentina (Argentina Hot 100)      | 24                |
| Argentina Airplay (Monitor Latino) | 4                 |
| Chile Pop (Monitor Latino)         | 18                |
| Ecuador Pop (Monitor Latino)       | 15                |
| El Salvador Pop (Monitor Latino)   | 19                |
| Mexico Espanol Airplay (Billboard) | 29                |
| Panamá (PRODUCE)                   | 34                |
| Panamá Pop (Monitor Latino)        | 16                |
| Perú Pop (Monitor Latino)          | 15                |
| Uruguay (Monitor Latino)           | 9                 |

## Premios y nominaciones
| Año  | Premiación       | Categoría  | Resultado | Ref.   |
| ---- | ---------------- | ---------- | --------- | ------ |
| 2022 | Premios Juventud | Girl Power | Nominada  | [ 15 ] |